# Robert Fico
Robert Fico (ur. 15 września 1964 w Topolczanach) – słowacki polityk i prawnik, poseł do Rady Narodowej, założyciel i lider partii SMER, premier Słowacji w latach 2006–2010, 2012–2018 i od 2023.

## Życiorys
W latach 1982–1986 studiował na Wydziale Prawa Uniwersytetu Komeńskiego w Bratysławie, następnie kształcił się na studiach doktorskich z dziedziny prawa karnego w Instytucie Państwa i Prawa Słowackiej Akademii Nauk (1988–1992). Obronił pracę doktorską na temat kary śmierci w Czechosłowacji, habilitował się w 2002. Jest autorem publikacji naukowych z dziedziny prawa karnego oraz praw człowieka.
W 1986 został zatrudniony w instytucie prawa przy słowackim ministerstwie sprawiedliwości, od 1992 do 1995 był jego wicedyrektorem. W latach 1994–2000 reprezentował rząd Słowacji przed Europejskim Trybunałem Praw Człowieka i Europejską Komisją Praw Człowieka.
W latach 1987–1990 należał do Komunistycznej Partii Czechosłowacji. W 1992 po raz pierwszy uzyskał mandat posła do słowackiej Rady Narodowej, reelekcję uzyskiwał w 1994, 1998, 2002, 2006, 2010 i 2012. Przez trzy kadencje był członkiem komisji konstytucyjnej (1992–2002), a także przewodniczącym podkomisji ds. więziennictwa (1995–2003). W latach 2002–2006 zasiadał w komisji praw człowieka, mniejszości narodowych i praw kobiet. Był członkiem słowackiej delegacji do Zgromadzenia Parlamentarnego Rady Europy (1994–2005) oraz jej przewodniczącym (1999–2001). Od 2003 pełnił funkcję obserwatora w Parlamencie Europejskim, od maja do lipca 2004 sprawował mandat eurodeputowanego V kadencji w ramach delegacji krajowej.
W latach 1994–1996 stał na czele klubu parlamentarnego Partii Demokratycznej Lewicy (SDĽ), był także wiceprzewodniczącym tego ugrupowania (1996–1999). W 1999 założył własną partię o charakterze socjaldemokratycznym SMER, zostając jej przewodniczącym, a także przewodniczącym frakcji parlamentarnej.
W 2006 jego ugrupowanie wygrało wybory parlamentarne. Robert Fico zawarł koalicję z L’S-HZDS Vladimíra Mečiara i Słowacką Partią Narodową Jána Sloty (na skutek sojuszu z nacjonalistami SMER został czasowo zawieszony w prawach członkowskich w Partii Europejskich Socjalistów). 4 lipca 2006 objął urząd premiera Słowacji. W 2010 jego partia ponownie zwyciężyła w wyborach parlamentarnych, jednak nie zdobyła większości miejsc w parlamencie. 14 czerwca 2010 prezydent Słowacji Ivan Gašparovič powierzył mu zadanie sformowania nowego rządu. Nie zdołał jednak utworzyć koalicji i 23 czerwca 2010 zrezygnował z misji. 8 lipca 2010 złożył na ręce prezydenta swoją dymisję. Na stanowisku premiera zastąpiła go Iveta Radičová, która stanęła na czele prawicowej koalicji czterech partii politycznych będących wcześniej w opozycji.
W 2012 jego partia wygrała przedterminowe wybory parlamentarne, rozpisane po rozpadzie centroprawicowej koalicji rządowej. SMER zdobył w nich bezwzględną większość mandatów w parlamencie, będąc w stanie samodzielnie utworzyć rząd. 4 kwietnia 2012 Robert Fico ponownie objął urząd premiera Słowacji. Jego nowy gabinet uzyskał wotum zaufania 15 maja 2012.
W grudniu 2013 ogłosił swój start w wyborach prezydenckich w 2014. Robert Fico wygrał pierwszą turę głosowania, zdobywając 28,0% głosów. W drugiej turze przegrał jednak z niezależnym kandydatem Andrejem Kiską, otrzymując 40,6% głosów.
W wyborach parlamentarnych w 2016 Robert Fico ponownie uzyskał mandat posła do Rady Narodowej. Jego ugrupowanie zwyciężyło w tym głosowaniu, jednak utraciło większość w parlamencie. Nową umowę koalicyjną z partią SMER podpisały Słowacka Partia Narodowa, Most-Híd i SIEŤ. Robert Fico pozostał na urzędzie premiera – 23 marca 2016 został zaprzysiężony jego trzeci rząd.
15 marca 2018, po skandalu związanym z zabójstwem dziennikarza Jána Kuciaka, podał się do dymisji, która została przyjęta przez prezydenta Andreja Kiskę. Zakończył urzędowanie 22 marca, gdy zaprzysiężono nowy gabinet z Peterem Pellegrinim na czele. Robert Fico pozostał na czele swojej partii, która w 2020 zajęła w wyborach drugie miejsce. Utrzymał wówczas mandat deputowanego na kolejną kadencję. W maju 2022 parlament nie wyraził zgody na uchylenie jego immunitetu w związku z postępowaniem karnym o zawiązanie zorganizowanej grupy przestępczej.
Jego formacja zwyciężyła następnie w przedterminowych wyborach w 2023, Robert Fico został wówczas ponownie wybrany do parlamentu. 2 października 2023 prezydent Zuzana Čaputová powierzyła mu misję utworzenia nowego rządu. Do nowej koalicji poza socjaldemokratami dołączyli narodowcy oraz HLAS-SD. 25 października 2023 Robert Fico oraz członkowie jego czwartego rządu zostali zaprzysiężeni.
15 maja 2024 po wyjazdowym posiedzeniu rządu w miejscowości Handlová został postrzelony przez napastnika, którego następnie zatrzymano. Po zamachu, premiera przewieziono do szpitala w Bańskiej Bystrzycy. 5 czerwca 2024 wygłosił pierwsze po ataku publiczne oświadczenie. Stwierdził w nim, że wybacza i nie czuje nienawiści do sprawcy, którego przy tym zaklasyfikował jako „aktywistę słowackiej opozycji” i nazwał „posłańcem zła i politycznej nienawiści”. Skrytykował też antyrządowe i „finansowane z zagranicy” media oraz organizacje pozarządowe za bagatelizowanie zamachu na jego życie.

## Odznaczenia i wyróżnienia
- Order Lwa Białego I klasy (odmiana cywilna) – Czechy, 2014[25][26]
- Tytuł „Człowieka Roku” 2012 Forum Ekonomicznego[27]

## Życie prywatne
Robert Fico jest żonaty ze Svetlaną, ma syna Michala.